# Corts de València (1443-1446)
Les Corts de València de 1443-1446, corts generals del regne de València, foren convocades per la reina Maria, com a lloctinent general d'Aragó, València, Catalunya i Mallorca, el dia 24 de febrer de 1443, a Traiguera estant, per a reunir-se a València el 15 de març, al palau reial.
A aquestes corts assistiren, pel braç reial, síndics de les ciutats de València, Xàtiva, Sogorb i Oriola, i de les viles i llocs de Morella, Alzira, Castelló, Borriana, Vila-real, Llíria, Ontinyent, Alacant, Alcoi, Penàguila, Biar, Cullera, Corbera, Castellfabib, Ademús, Alpont, Bocairent i Cabdet; pel braç eclesiàstic, el vicari general de la Seu de València, el procurador del bisbe de Tortosa, el síndic del capítol de la catedral de València, els procuradors dels abats de Valldigna, Benifassà i Sant Bernat de Rascanya, el majoral de Quart, el mestre de Montesa, el comanador de Torrent i el procurador del comanador de Montalban (Sant Joan de Jerusalem), i els procuradors dels comanadors de Begís i Castell de Castells (Calatrava). I pel braç militar són convocats dos-cents cinquanta-dos individus: 6 grans barons (els infants Joan i Enric, i Luis Cornel, Pere Maça de Linaça, Diego Gómez de Sandoval i Hug de Cardona), 41 nobles, 153 cavallers i 48 donzells, amb una assistència efectiva d'uns 60, com a la sessió de l'1 de juliol de 1446, en què estan presents Carles de Viana, 8 nobles, 41 cavallers i 7 donzells.
A la primera sessió, el 15 de març, els braços protesten la convocatòria, al·legant que el rei no ha convocat l'assemblea i que aquesta se celebra al palau reial. L'endemà la reina llegeix la proposició, exposant la voluntat del rei de tornar als seus dominis hispànics. El 30 de març es discuteix la proposició, i els braços, tot i mantenir la protesta per la convocatòria, accepten continuar les corts.
Item Senyor, que en los dits drets de Generalitats imposats segons són imposats per causa de la dita proferta, sien tenguts pagar los molt alts senyors Rey, e Reyna. e Primogenit, e vos Senyor, e totes, e sengles altres persones, així Ecclesiàstiques, com seglars, e altres de qualsevol lley, dignitat, estament, o condició sien, així Christians, Moros, e Juheus, estrangers, com privats, e tots altres. Plau al senyor Rey.
Declarant lo fur final del alt Rey en Jacme, posats sots Rúbrica de servus qui fugen, e dels furts: començant. Fent fur nou. E addicionant a aquell, provehim, e ordenam que lo dit fur en lo cas que dispon haja loch es entenga axí en bens sehents, sitis, e immobles consistents en lo terme, o territori del senyor de qui tal moro, o serrahí era laurador, e stadant: los quals aquell tal serrahí mudant se perda axí los immobles, com los mobles, e sien applicats al senyor de la heretat, o loch on són situats los dits bens.
Les sessions són prorrogades, i el 8 de maig, que tornen a reunir-se, la reina demana la designació dels tractadors dels greuges. El desacord entre els membres del braç militar provoca el retard en elaborar una llista consensuada. Finalment, el 27 de juliol, la reina i els braços eclesiàstic i reial designen els examinadors, i sols amb la pressió dels representants reials i dels altres dos braços, dos dies després el braç militar acaba acceptant una llista comuna.
El 28 d'agost es presenta un memorial del rei Alfons declarant la seva intenció de tornar a la península i demanant una ajuda a les corts, memorial que serveix perquè els dies 4 i 11 de setembre els braços presenten els seus greuges. Però el nomenament dels tractadors del donatiu no es formalitzarà fins a l'1 de desembre.
Quan pareixia que l'assemblea avançava en la resolució dels assumptes més problemàtics: greuges i donatiu; l'empresonament del cavaller Berenguer de Saranyana, a principis de febrer de 1444, acusat de l'assassinat del seu germà, provoca una forta reacció del braç militar —oposat a la presó d'un dels seus membres convocat a corts per ser una acció que vulnerava el dret foral—, i la interrupció de les corts.
El 16 de juny de 1444 retornen les sessions amb la protesta d'una part del braç militar pel cas Saranyana. El 22 de juny els braços eclesiàstic i reial, amb part del braç militar, es mostren disposts a examinar els greuges. I el 27 de juny, la reina, amb el suport majoritari de les corts, decideix ignorar la protesta. De tota manera, les resistències de part de la noblesa i l'augment de la tensió amb Castella adormen els treballs de l'assemblea any i mig, fins que la reina renuncia a la lloctinència general del regne, es trasllada a Catalunya el 17 de desembre de 1445 per a presidir les corts de Barcelona, i és substituïda en la lloctinència general i en la presidència de les corts per l'infant Joan, rei de Navarra. L'infant Joan reuneix l'assemblea el 20 de desembre, per traslladar la seu de les corts a la catedral i per a prorrogar les sessions fins a l'1 de març de 1446, a causa de la convocatòria de les corts d'Aragó i pels seus interessos a Castella.
L'1 de març de 1446 retornen les sessions, i els diversos assumptes es van tancant. Finalment, a la sessió de l'1 de juliol les corts aproven el donatiu, els furs i es publiquen les provisions dels greuges.
Els capítols del donatiu indiquen les 33.000 lliures (60.000 florins) d'aportació del regne, descriuen l'establiment de nous conceptes en les generalitats, i les formes i el termini de la recaptació: generalitats (2 mesos, mitjançant la reestructuració del deute i el carregament de nous censals) i compartiment (6 mesos, distribuït el pagament entre el braç reial (50%), el militar (28,3%) i l'eclesiàstic (21,6%)); i una ajuda complementària de 4400 lliures per a l'infant Joan i 1250 lliures per a la reina.
Els furs es presenten en 20 rúbriques, algunes, en diversos capítols, i tracten diversos àmbits: civil (curadors, serfs fugitius, dels guiatges usats per criminals, migració de sarraïns, emprius), oficis (del traspàs dels registres dels notaris morts, restricció als forasters per a ésser advocats i procuradors fiscals), finances (violaris i censals) i judicial (procediment d'alliberar presos, de procuradors, judicis, execució de sentències, audiència als presos, dels consols condemnats, de les reclamacions dels apotecaris). Un dels furs més transcendentals i més debatut en aquestes corts fou l'anomenat la pragmàtica o fur dels censals, el qual afavoria el cobrament dels censals i l'execució dels béns per impagament, necessari per a la subsistència econòmica de la petita noblesa. També apareixen publicats en la recopilació de 1482 diversos actes de cort, un a instàncies del braç reial, sobre el delicte de trencament de les presons, i tres a petició del braç militar, sobre judicis als nobles, sobre la prohibició dels vassalls d'anar a un tribunal reial, i sobre les franqueses atorgades als senyors i als seus vassalls.
Finalment, amb una actitud conciliadora per part de l'infant Joan, amb importants acords i el consens de tots els braços, el 6 de juliol de 1446, més de tres anys després d'haver-hi estat convocades, l'infant llicencià les corts.